# واد الزيتون
واد الزيتون بلدية تابعة لدائرة بوحجار بولاية الطارف الجزائرية.

## الموقع الجغرافي
تقع بين الطارف وبوثلجة يقطنها حوالي 16 000 نسمة